# Pohádky o mašinkách (večerníček)
Pohádky o mašinkách je desetidílný večerníček (vysílán 25. října až 3. listopadu 1987), který režíroval Eduard Hofman a namluvil Vladimír Ráž. Předlohou byla kniha Pavla Naumana Pohádky o mašinkách. Hlavními hrdiny příběhů jsou lokomotivy a železničáři.

## Děj
Příběhy se odehrávají na pražském Smíchovském nádraží a okolních tratích. V první pohádce si nechá nejvyšší pan železničář u zlého černokněžníka Zababy postavit největší lokomotivu na světě. Jeho pýcha je ale ztrestána a nikdo si s jeho obrovskou lokomotivou, která hned při první zkušební jízdě za mokropeským mostem vykolejila, neví rady. Až malý chlapeček Pašíček jim poradí. Lokomotivu rozřežou na řadu menších mašinek, o nichž jsou následující pohádky. Stejně jako v bajkách jsou na lokomotivách předváděny lidské vlastnosti jako pýcha, statečnost, mlsnost či skromnost. Hlavní kladnou lidskou postavou je pan Blahoš z výtopny, který nakonec pomůže k polepšení i černokněžníku Zababovi.

## Seznam dílů
1. Nejvyšší pan železničář
2. U kouzelníka Zababy[pozn 1]
3. O dlouhé lokomotivě
4. Pan Blahoš a černokněžník Zababa
5. Jak z jedné mašinky bylo mašinek deset
6. O pyšné lokomotivě
7. O zvědavé mašince
8. O mašince, která nechtěla jezdit po kolejích
9. Jak jela mašinka pro brambory
10. Proměna kouzelníka Zababy